# Park Narodowy Mierzei Kurońskiej (Rosja)
Park Narodowy Mierzei kurońskiej (ros. Национальный парк «Куршская коса») – rosyjski park narodowy położony w rejonie zielenogradskim w obwodzie królewieckim, Rosja. Został utworzony 6 listopada 1987 roku, obejmuje południową część Mierzei Kurońskiej o powierzchni 66,21 km². W 2000 roku Mierzeja Kurońska, zarówno część rosyjska, jak i litewska została wpisana na Listę Światowego Dziedzictwa UNESCO.